# Маркітант

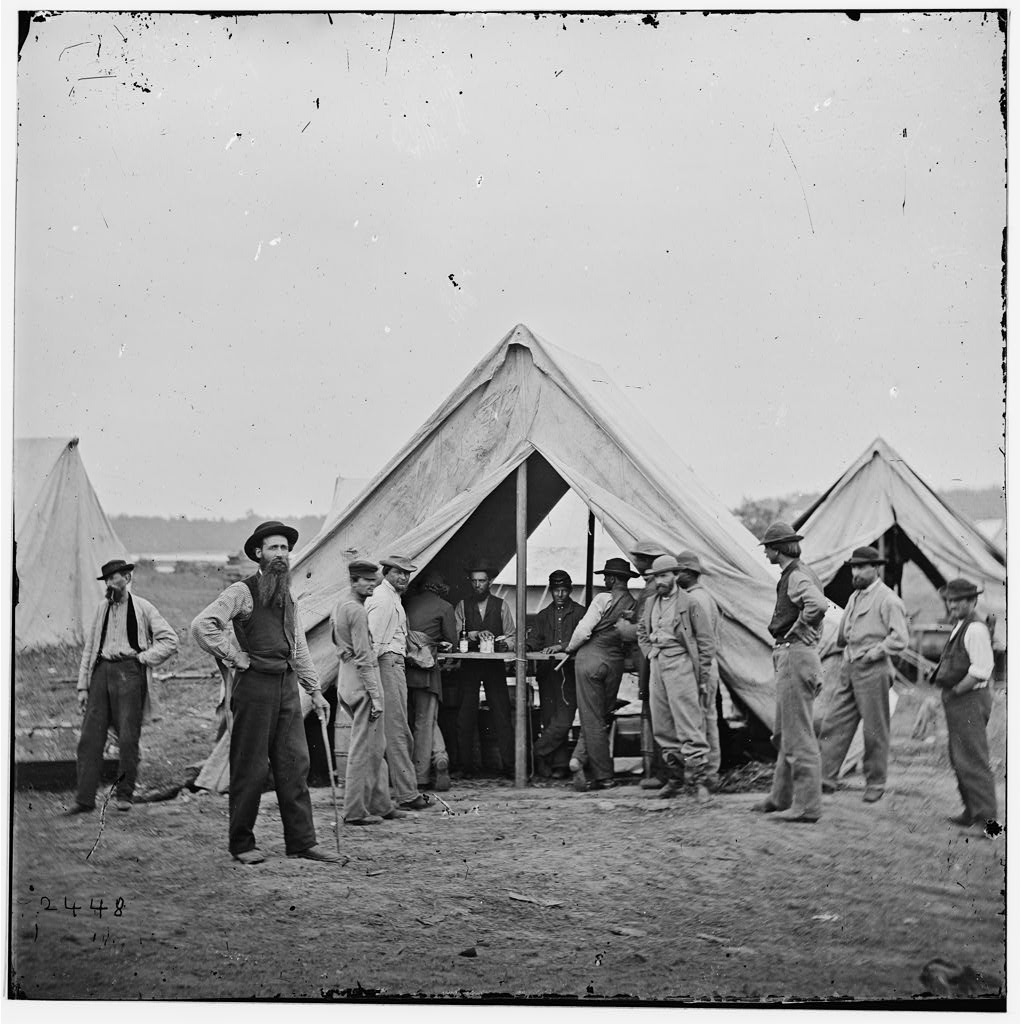
Маркітанти під час, облоги Петерсбергу США

Маркітант, шепоти́нник (від італ. mercatante — торговець)  — дрібний торговець харчами і предметами солдатського вжитку, який супроводжував армію під час походу, маневрів. Жіночий рід цього слова — маркітантка.
Класичний образ маркітантки постає в п'єсі Бертольда Брехта «Матінка Кураж та її діти» (1938).

## Історія
З часу появи регулярних масових збройних сил і до організації системи регулярного постачання армій (в XVIII столітті) відігравали основну роль в побутовому забезпеченні військовослужбовців. Існували до початку XX століття.
Діяльність маркітантів регламентувалася військовими статутами.

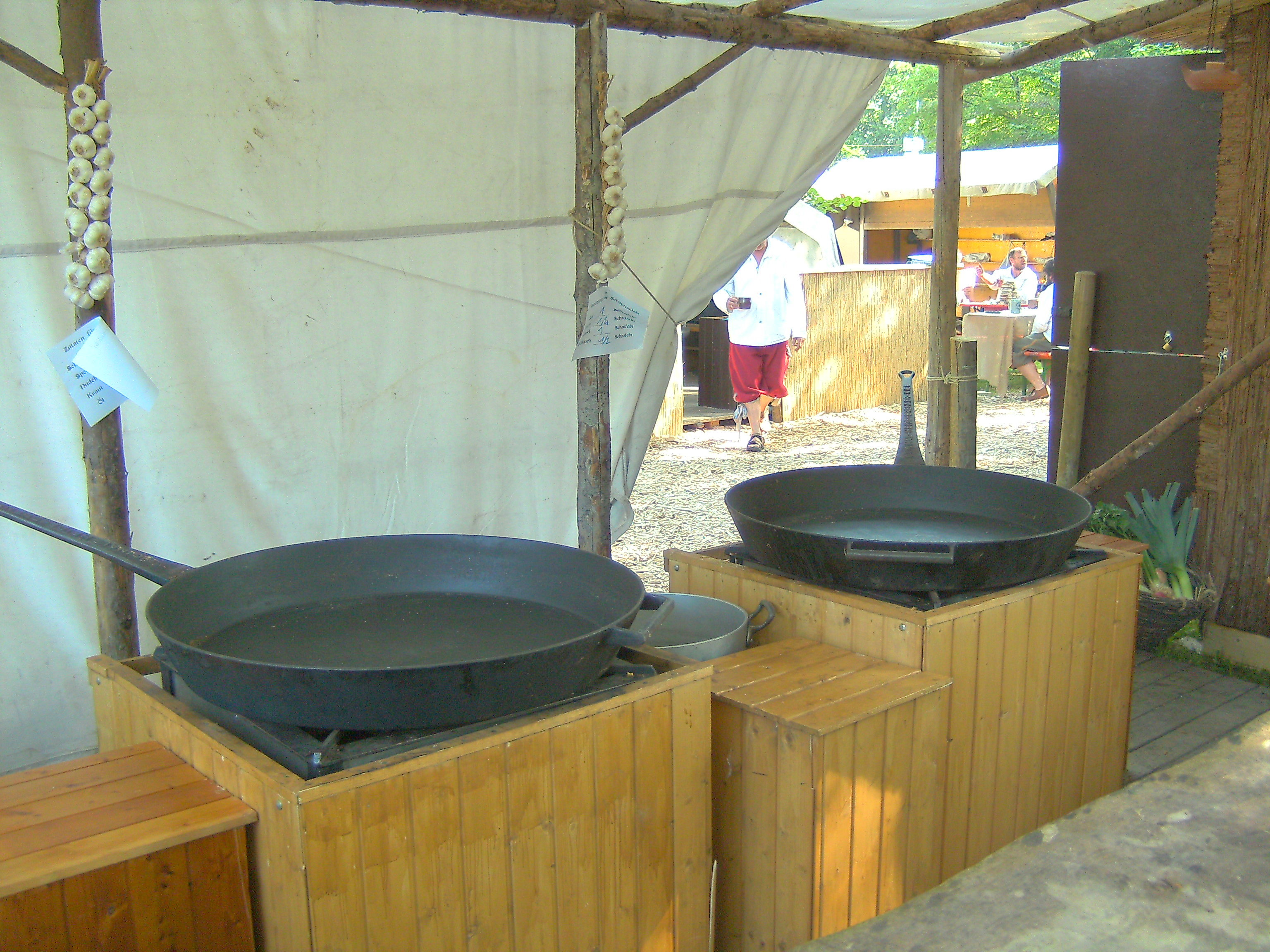
Намет маркітантки на Валленштейнівському фестивалі в Німеччині, 2008

Також під виглядом маркітанток в європейських військах працювали повії.